# Liste der Kulturdenkmäler in Dockendorf
In der Liste der Kulturdenkmäler in Dockendorf sind alle Kulturdenkmäler der rheinland-pfälzischen Ortsgemeinde Dockendorf aufgeführt. Grundlage ist die Denkmalliste des Landes Rheinland-Pfalz (Stand: 27. Juni 2022).

## Denkmalzonen
| Bezeichnung                    | Lage                               | Baujahr                 | Beschreibung | Bild |
| ------------------------------ | ---------------------------------- | ----------------------- | --- | ---- |
| Denkmalzone Hauptstraße        | Hauptstraße 11, 12 Lage            | 18. und 19. Jahrhundert | Bautengruppe am nördlichen Ende des Ortskerns (Nr. 11 ehemalige Schule, bezeichnet 1821, 1908 erweitert; Nr. 12 ehemaliges Pfarrhaus) | BW   |
| Denkmalzone Kirchstraße/Talweg | Kirchstraße 2, 4, Talweg 2, 4 Lage | 18. und 19. Jahrhundert | ortsbildprägende Häusergruppe am Ostrand des Dorfkerns aus ehemaligen Hofanlagen (Wohnhäuser und Ställe von Kirchstraße 2 und 4 sowie Scheune von Talweg 2 durchgehend gedeckt, rückseitig ortsbildprägende Zeile; Stall von Kirchstraße 2, Keller und Schuppen von Kirchstraße 4 bilden die Kirchhofsmauer; Talweg 4 bezeichnet 1835) | BW   |

## Einzeldenkmäler
| Bezeichnung                            | Lage                                   | Baujahr                | Beschreibung | Bild                                    |
| -------------------------------------- | -------------------------------------- | ---------------------- | --- | --------------------------------------- |
| Wohnhaus                               | Hauptstraße 1 Lage                     | 1824                   | stattliches Wohnhaus, bezeichnet 1824; im Garten Kreuz eines Priestergrabmals, wohl um 1800                                                                   | BW                                      |
| Hofanlage                              | Hauptstraße 2 Lage                     | 1782                   | anspruchsvolles barockes Wohnhaus mit Treppengiebeln, bezeichnet 1782, eingeschossiges Gesindehaus mit Krüppelwalmdach, ehemalige Schmiede; ortsbildprägend   | Fotos hochladen                         |
| Wegekreuz                              | Hauptstraße, bei Nr. 2 Lage            | 1633                   | Blendnischenkreuz, bezeichnet 1633 | weitere Bilder Fotos hochladen          |
| Portal                                 | Hauptstraße, an Nr. 3 Lage             | 1809                   | Oberlichtportal, bezeichnet 1809 | BW                                      |
| Hofanlage                              | Hauptstraße 4 Lage                     | 1924                   | Streckhof; Wohnhaus mit Mansardgiebeldach, bezeichnet 1924 | BW                                      |
| Wohnhaus                               | Hauptstraße 5 Lage                     | 1753                   | Wohnhaus, bezeichnet 1753 | BW                                      |
| Pfarrhaus                              | Hauptstraße 12 Lage                    | 1739                   | ehemaliges Pfarrhaus; Flurküchenhaus mit Krüppelwalm, bezeichnet 1739, im Kern spätgotisch, Hoftor mit Hermenpilastern und Löwenmaske                         | BW                                      |
| Grabkreuz                              | Kirchstraße Lage                       | 1715                   | Grabkreuz, bezeichnet 1715 | BW                                      |
| Scheune                                | Kirchstraße 1 Lage                     | 1848                   | Scheune, Putzbau, bezeichnet 1848 | BW                                      |
| Hofanlage                              | Kirchstraße 4 Lage                     | spätes 18. Jahrhundert | Hofanlage; langgestrecktes Quereinhaus, wohl aus dem späten 18. Jahrhundert                                                                                   | BW                                      |
| Katholische Pfarrkirche St. Martin     | Kirchstraße 5 Lage                     | 1833                   | Saalbau von 1833, Turm im Erdgeschoss spätgotisch | weitere Bilder Fotos hochladen          |
| Hofanlage                              | Talweg 2 Lage                          | 1770er Jahre           | Wohnhaus, 1770er Jahre, Erhöhung des Kniestocks 1902/93, ehemaliges Backhaus, Scheune                                                                         | BW                                      |
| Wohnhaus                               | Weilerweg 3 Lage                       | 1825                   | Wohnhaus, aufgesockelter Krüppelwalmdachbau, bezeichnet 1825                                                                                                  | BW                                      |
| Wegekreuz                              | Weilerweg, bei Nr. 3 Lage              | 1675                   | Nischenkreuz mit durchbrochener Rückwand, bezeichnet 1675, Aufsatzkreuz nicht zugehörig                                                                       | Fotos hochladen                         |
| Hofanlage                              | Weilerweg 5 Lage                       | 1790                   | Streuhof; Wohnhaus mit Treppengiebeln, ehemals bezeichnet 1790; ehemaliger Stall und Scheune 1797/98, ehemaliges Backhaus mit Gesindewohnung, bezeichnet 1828 | BW                                      |
| Quereinhaus                            | südlich des Ortes (Zur Mühle 1) Lage   | 1853                   | Quereinhaus, bezeichnet 1853, Wirtschaftsteile etwas jünger                                                                                                   | BW                                      |
| Wegekreuz                              | südöstlich des Ortes; Flur Auf’m Wasen | 1889                   | Grabkreuz Ottilie Weber († 1889) | Direkt Bild zu diesem Denkmal hochladen |
| Kapelle zur Schmerzhaften Muttergottes | westlich des Ortes am Waldrand Lage    | 1870                   | Putzbau mit Dachreiter, 1870, Grabkreuz bezeichnet 1861 oder 1867                                                                                             | BW                                      |
| Wegekreuz                              | westlich des Ortes und der Kapelle     | 18. Jahrhundert        | Schaftkreuz, wohl aus dem 18. Jahrhundert | Direkt Bild zu diesem Denkmal hochladen |